# サヘル・サハラ諸国国家共同体
サヘル・サハラ諸国国家共同体（サヘル・サハラしょこくこっかきょうどうたい、アラビア語: تجمع دول الساحل والصحراء、英語: Community of Sahel–Saharan States、フランス語: Communauté des États sahélo-sahariens、ポルトガル語: Comunidade dos Estados do Sahel-Saara、CEN-SAD）は、アフリカで設立された自由貿易地域である。サヘル・サハラ諸国国家共同体は1998年2月に6か国で設立された。2001年の国連総会でオブザーバーの地位を獲得し、UNDP、WHO、ユネスコなどの国連専門機関との協力協定を締結した。

## 加盟国
設立時 (1998)
- ブルキナファソ
- チャド
- リビア
- マリ
- ニジェール
- スーダン

のちの加盟国
| - 1999 中央アフリカ - 1999 エリトリア - 2000 ジブチ - 2000 ガンビア - 2000 セネガル - 2001 エジプト - 2001 モロッコ - 2001 ナイジェリア - 2001 ソマリア - 2001 チュニジア - 2002 ベナン - 2002 トーゴ |  | - 2004 コートジボワール - 2004 ギニアビサウ - 2004 リベリア - 2005 ガーナ - 2005 シエラレオネ - 2007 コモロ - 2007 ギニア - 2008 ケニア - 2008 サントメ・プリンシペ - 2008 モーリタニア - 2009 カーボベルデ |